# جزایر سن خوان

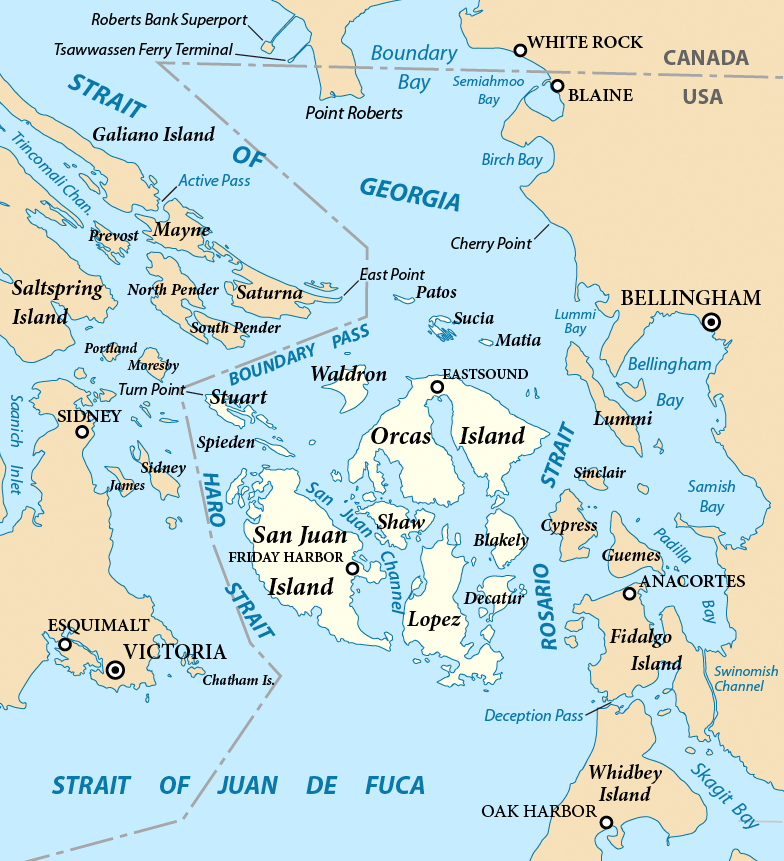
جزایر سن خوان

جزایر سن خوان به جزیره‌های شمال غربی ایالات متحده و جنوب غربی کانادا گفته می‌شود. جزایر سن خوان بخشی از ایالت واشینگتن می‌باشد. در این جزایر چهار مرکز کشتیرانی مسافربری دایر می‌باشد.
این مجمع‌الجزایر از ۴۰۰ جزیره کوچک و بزرگ تشکیل شده که ۱۲۸ جزیره نام‌گذاری شده است، این جزایر دارای ۷۶۹ کیلومتر خطوط ساحلی می‌باشند.

## نگارخانه

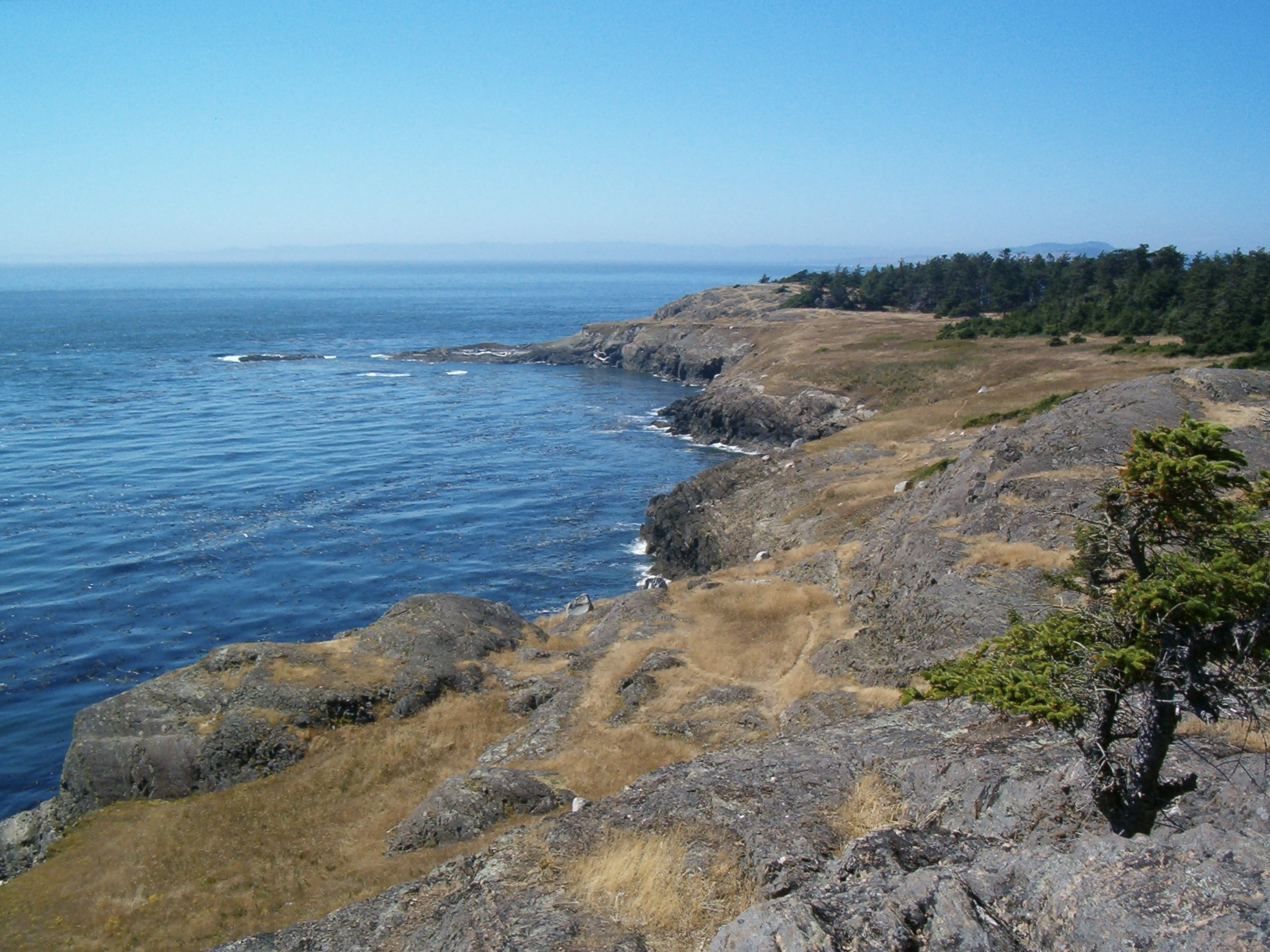
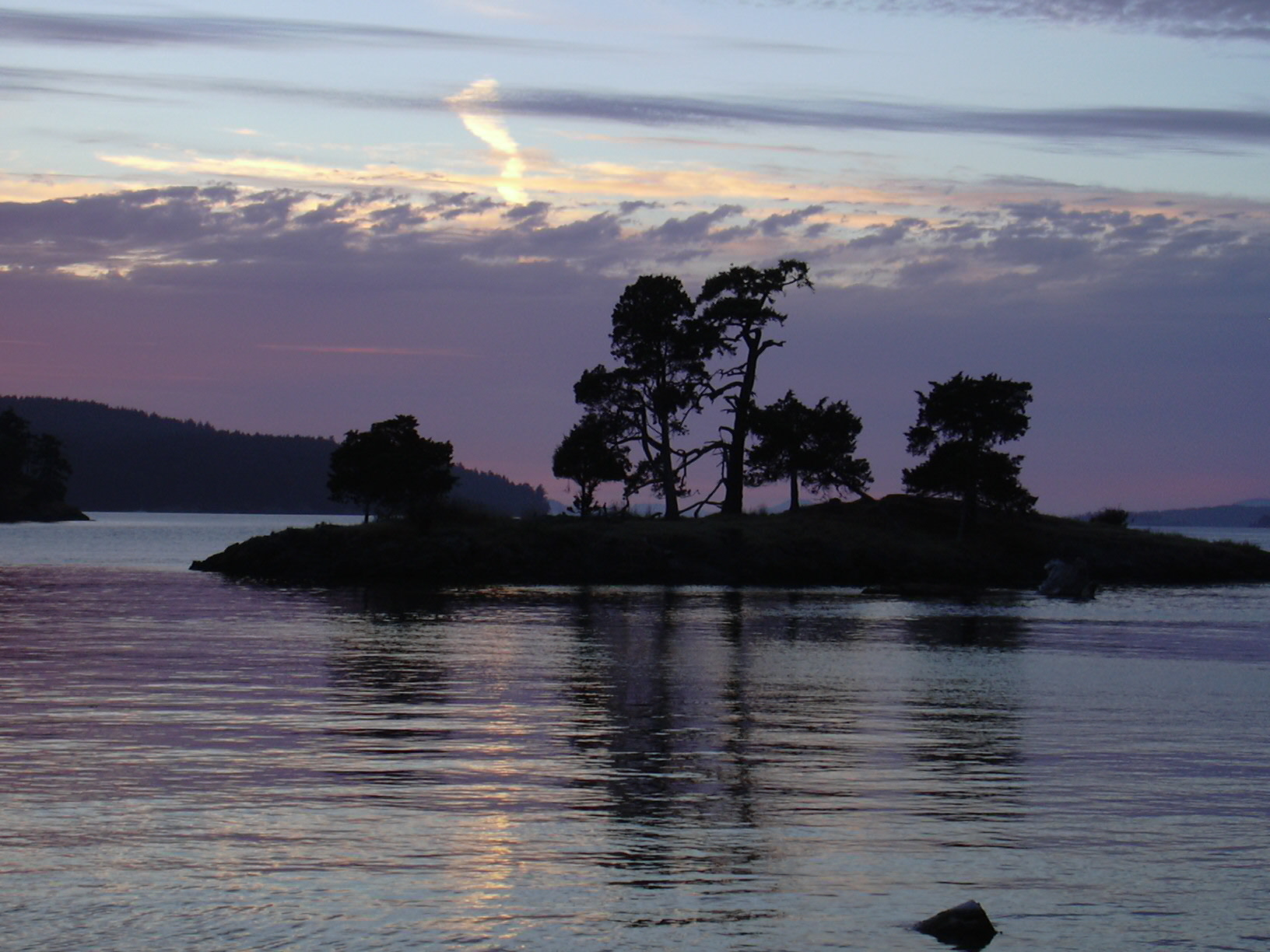